# Stazione di Casteldarne
La stazione di Casteldarne (in tedesco Bahnhof Ehrenburg) si trova in via Stazione in frazione Casteldarne (Ehrenburg) di Chienes sulla linea Fortezza-San Candido.
Per quello che riguarda la categorizzazione delle stazioni, RFI la considera di categoria bronze.

## Servizi
La stazione dispone di:
- Biglietteria automatica
- Sala d'attesa
- Servizi igienici
- Parcheggio auto e bici
- Accessibilità per portatori di handicap

## Interscambi
Adiacente alla stazione è presente una fermata delle autolinee urbane e interurbane.
- Capolinea autolinee SAD
- Taxi